# 梅城镇 (安化县)
梅城镇，是中华人民共和国湖南省益阳市安化县下辖的一个乡镇级行政单位。在宋神宗熙宁五年（1072年）建立安化县至1951年，梅城镇一直是安化县政府驻地，后以东坪镇临资江，水运便利而迁出梅城镇。

## 行政区划
梅城镇下辖以下地区：
北街社区、东街社区、南街社区、西街社区、西街村、南街村、东街村、龙安村、紫云村、良将村、梁乙村、望城村、三里村、十里村、鹿角溪村、南桥村、道观村、建樟村、茅田铺村、启安村、大弯塘村、兴茶村、中田村、铺坳村、苏梅村、黄泥村、杨高村、清水村、双江口村、栗林村、松山村、柏树村、长安村、双富村、江湾村、栗星村、云河村和岩溪村。

## 观光旅游
位于镇内安化第一中学的梅城文武庙古建筑群是全国重点文物保护单位，其始建年代为清朝。